# 斯派
斯派（法語：Spay，法語發音：[spɛ]）是法国萨尔特省的一个市镇，属于拉弗莱什区。

## 地理
斯派（47°55'24"N, 0°9'3"E）面积14.22 平方千米，位于法国卢瓦尔河地区大区萨尔特省，该省份为法国西北部内陆省份，北起顺时针与奥恩省、厄尔-卢瓦省、卢瓦-谢尔省、安德尔-卢瓦尔省、曼恩-卢瓦尔省和马耶讷省接壤，是法国大西部的入口，连接卢瓦尔河谷、布列塔尼和巴黎盆地。
与斯派接壤的市镇（或旧市镇、城区）包括：阿洛讷、阿纳日、盖塞拉尔、瓦夫尔莱勒芒。

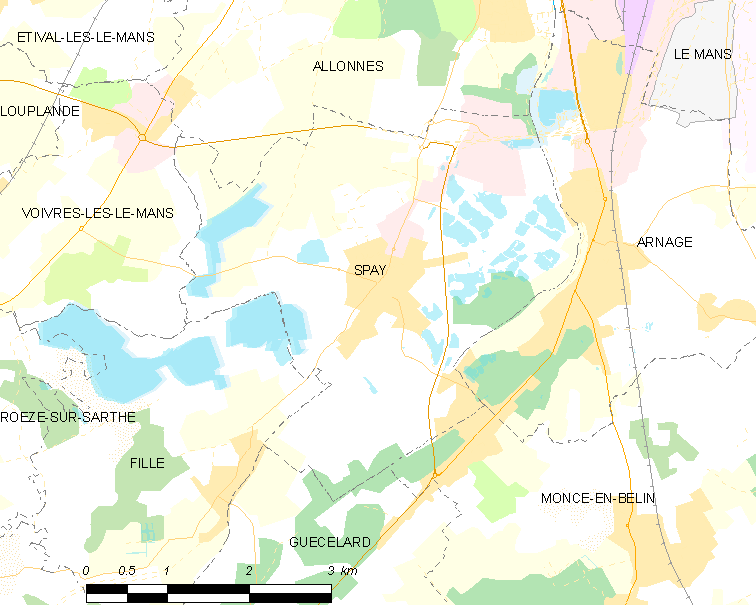
斯派的OSM定位图

斯派的时区为UTC+01:00、UTC+02:00（夏令时）。

## 行政
斯派的邮政编码为72700，INSEE市镇编码为72344。

## 政治
斯派所属的省级选区为萨尔特河畔拉叙兹县。

## 人口

1962-2008年间斯派人口变化图示

斯派于2022年1月1日时的人口数量为2821人。